# Anurin Nwunembom
Anurin Nwunembom, né à la fin des années 1970 à Tiko, est un acteur, réalisateur, scénariste et producteur camerounais.

## Biographie

### Enfance et débuts
Anurin Nwunembom naît à Tiko dans la région du Sud-Ouest du Cameroun à la fin des années 1970. Il est le premier d'une fratrie de sept enfants. Son père est originaire de Wum dans la région du Nord-Ouest et sa mère de Babanki Tungo. Il est élevé par sa tante Maggie, qu'il dit considérer comme sa mère. Il étudie à l'université de Buéa entre 1999 et 2002 où il obtient un Bachelor of Arts en arts de la scène.

### Carrière
Anurin Nwunembom commence sa carrière au début des années 2000. Il fait ses débuts au théâtre avant de se lancer dans le cinéma. Il se fait connaitre en 2013 à travers son rôle dans le film Ninah's Dowry de Victor Viyuoh pour lequel il remporte le prix du Meilleur acteur au Festival panafricain de Cannes 2013,. Il est surnommé le « Godfather » du cinéma camerounais.
Ses films Broken et Therapy sont achetés par Netflix en 2021.

## Filmographie

### Comme réalisateur
- 2009 : Two Girls
- 2015 : Nightfall
- 2018 : Two Ways
- 2019 : Broken
- 2020 : Chariot of the Gods
- 2020 : Therapy
- 2023 : Kikum Spirit
- 2024 : Cicatrices

### Comme acteur
- 2013 : Ninah's Dowry de Victor Viyuoh
- 2013 : Cobweb de Musing Derick
- 2013 : Beleh de Eka Christa Assam[8]
- 2014 : A little Lie, a little Kill de Tebo Njei
- 2016 : Walls de Narcisse Wandji
- 2017 : A Man for the Weekend de Achille Brice
- 2017 : ASHIA de Françoise Ellong
- 2017 : Leçon de Patrick Timbé Moussanga
- 2018 : Ward Zee de Delphine Itambi
- 2019 : Buried de Francoise Ellong
- 2018 : A Good Time to Divorce de Nkanya Nkwai
- 2020 : Enterrés de Françoise Ellong
- 2021 : Where I Come from de Takong Delvis
- 2023 : L'Axe lourd de Nkeng Stephens[9]
- 2023 : A Cry from the Forest de Lynno Lovert[10]

### Comme scénariste
- 2015 : Nightfall
- 2018 :Two Ways
- 2020 : Chariot of the Gods
- 2023 : Kikum Spirit

### Comme Producteur
- 2011 : Obsession[11]

## Prix et récompenses
- 2013 : Meilleur acteur au Festival International du Film Pan Africain de Cannes
- 2015 : Meilleur film camerounais au Festival Ecrans Noirs  2015 avec Nightfall
- 2018 : Meilleur acteur camerounais pour son rôle dans Ward Zee[12]
- 2018 : Meilleur acteur aux LFC Awards
- 2021 : Meilleur film camerounais à l'édition 2021 du Cameroon International Film Festival (Camiff)